# Casa Pons (la Vall de Boí)
La Casa Pons és una obra de la Vall de Boí (Alta Ribagorça) inclosa a l'Inventari del Patrimoni Arquitectònic de Catalunya.

## Descripció
Unitat tipològica descrita; familiar agrícola i ramadera, formada per casa, paller, era i cobert. La casa té tres pisos d'alçada en estructura regular i coberta a doble vessant. L'era, el paller i el cobert s'ubiquen en la part posterior de la casa. El paller és de pedra amb coberta a doble vessant.

## Història
La casa Pons, junta amb la casa Salasó i la casa Sastre forma un conjunt edificat del tot característic que conforma bona part de la imatge del carrer de Sant Antoni. (vegeu fitxa).